# Fairfield (Lake District)
Fairfield è un rilievo collinare in Inghilterra. È la più alta di un gruppo di colline tra le Eastern Fells, che si trova a sud di Helvellyn range.

## Topografia
C'è un forte contrasto tra le caratteristiche dei crinali a nord e di quelli a sud di Fairfield. Alfred Wainwright nel suo famoso libro Pictorial Guide to the Lakeland Fells scrisse che "Da sud sembra un grande ferro di cavallo di pendii erbosi sotto un orizzonte sempre elevato...ma mancano quelle drammatiche qualità che richiamano gli amanti delle colline. Ma sul versante nord Fairfield è magnifica: qui ci sono strapiombi scuri, lunghi ventagli di ghiaione,... combe desolate e profonde valli."
Fairfield ha creste che la uniscono ad altri promontori e vista in pianta può essere paragonata a una cravatta a farfalla. La parte superiore ha un asse est-ovest con creste che corrono a nord e a sud da ogni fine.
Le due braccia a sud formano una popolare passeggiata, la Fairfield horseshoe, che comincia ad Ambleside e fa un cerchio con la valle di Rydale a sud. Nella parte ovest, scendendo da Fairfield ci sono Great Rigg, Heron Pike e Nab Scar mentre la cresta a est raggiunge la sommità di Hart Crag, Dove Crag, High Pike e Low Pike.
La cresta a nord ovest incrocia Deepdale Hause vicino a St Sunday Crag mentre quella di nord est è un piccolo sperone roccioso di Deepdale, che va verso Greenhow End. La quinta altura, più un crinale che una salita, corre verso Seat Sandal attraverso Grisedale Hause.
A nord e a est si affaciano al di sopra della desolata altura di Deepdale, che è divisa da Greenhow End. Questo sperone roccioso ha Hutaple Crag a ovest e Scrubby Crag a est. I circuiti di Cawk Cove e Link Cove si trovano dall'altra parte, ognuno di essi con una facciata ripida formata da uno dei fianchi di Fairfield.

## Grisedale Tarn
A nod ovest di Fairfield c'è Grisedale Tarn a circa 540m. Questo tarn ha una profondità di 30 metri e ospita trote, persici e anguille. È anche il luogo mitico di riposo della corona di Dunmail, a seguito della sua - forse altrettanto leggendaria - sconfitta in battaglia a Dunmail Raise. L'emissario è nell'Ullswater, 4.8 km a nord est lungo Grisedale. Sul fianco a sud est si vede Tongue Gill, un immissario del Raise Beck e del Lago di Grasmere.

## Geologia
La roccia vulcanica e il tufo di lapilli della formazione di Deepdale si sovrappongono al tufo di lapilli di dacite della formazione di Helvellyn.

## Sommità e vista
La sommità è un plateau di ruvida roccia con il punto più alto a ovest, sopra l'orlo di Cawk Cove. La cima è molto piatta con molti tumili, tra cui un paio vicino al punto più alto.
Le guide turistiche avvertono che è facile perdersi nella nebbia e che gli alpinisti dovrebbero fare attenzione alla presenza di precipizi a nord e a ovest. La vista è bella, con tutti i maggiori gruppi di promontori e sotto si trova l'abisso di Deepdale.
Gli altri promontori visibili includono Helvellyn, Nethermost Pike, Saint Sunday Crag e Cofa Pike (una cima più bassa di Fairfield).
La vista sud attraverso Ambleside e Rydal verso Rydal Head, con Windermere e Coniston Water.

## Risalite

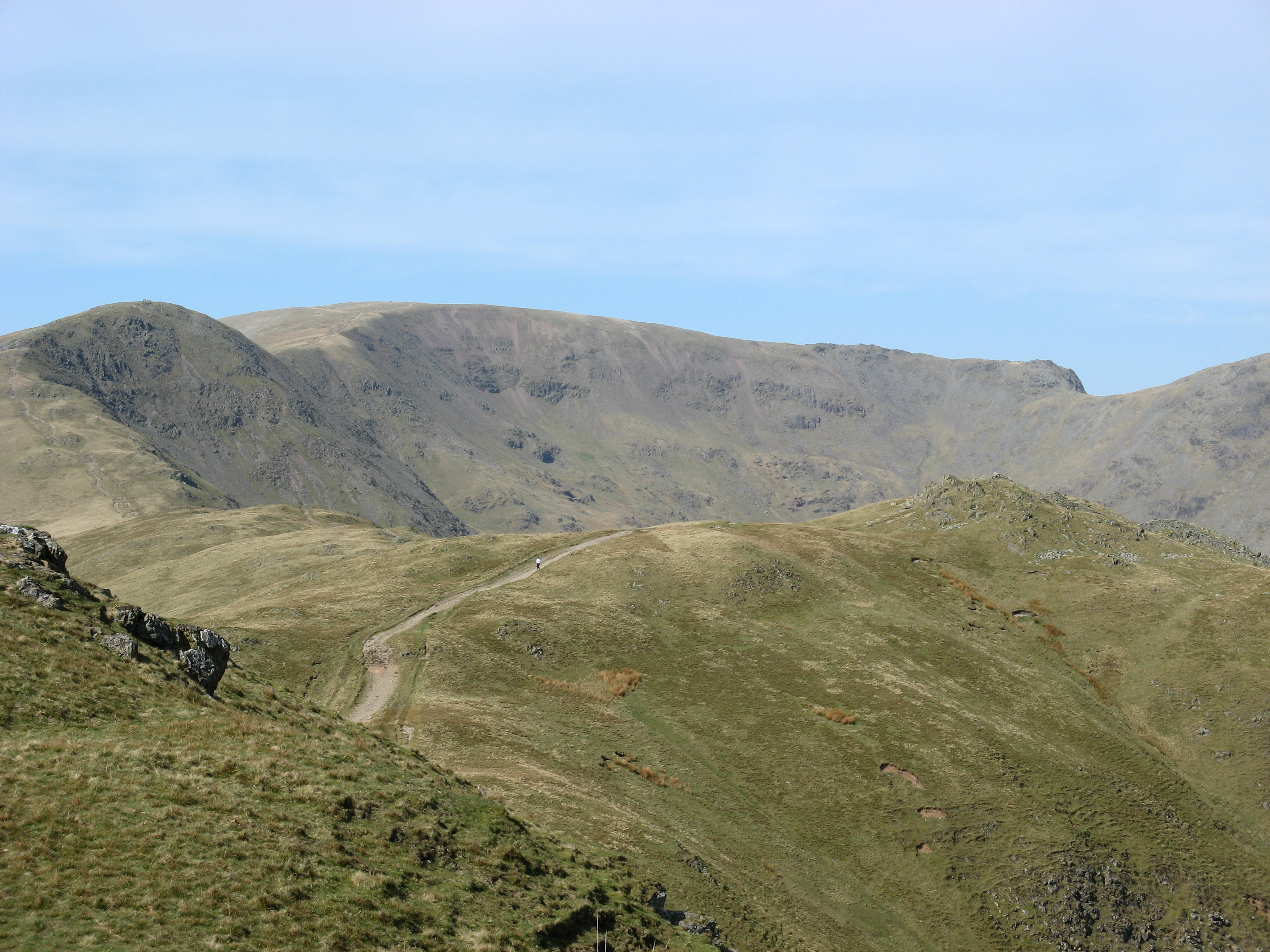
Great Rigg (a sinistra) e Fairfield visti da Heron Pike

Fairfield comunemente è scalata verso il punto più alto dalla Fairfield horseshoe, un itinerario che non ha una precisa direzione di cammino. Arrivando da Great Rigg, un lungo crinale erboso si arriva direttamente in vetta, mentre arrivando da Hart Crag ci si arrampica da Link Hause con una vista su Scrubby Crag a destra, prima di incontrare una trasversa rocciosa sulla cima.
Forse la risalita più bella è da Patterdale via Birks e St Sunday Crag, seguendo il costone giù verso Deepdale Hause prima di salire verso Cofa Pike. La seconda cima del comprensorio ha una splendida vetta, superando appena le altre finché non spunta la sommità del comprensorio dietro. Una punta rocciosa ulteriore è sormontata prima che sia raggiunta la sommità frangivento. Da St Sunday Crag in poi le balze settentrionali del Fairfied si vedono nella loro piena gloria.
Fairfield può essere scalata da vari punti: Grisedale Hause, oppure Tongue Gill da Grasmere, da Dunmail Raise o da Patterdale. La risalita da House è un ripido zig zag su per un ghiaione. Grisedale Hause può essere raggiunta con una camminata da Seat Sandal, o tagliando attraverso Grisedale Tarn da Dollywaggon Pike e da Helvellyns. Da questa parte Fairfield forma un pezzo di Threlkeld — Kirkstone Walk, che continua oltre la cima Fairfield verso Dove Crag e Red Screes.
Un percorso più impegnativo sale da Deepdale, virando nella parte bassa di Link Cove prima di sormontare Greenhow End e The Step. Deepdale Hause può essere raggiunta anche dall'altra parte, ma salendo direttamente da Link Cove o Cowk Cove non è praticabile per gli alpinisti.